# John Hus
John Hus ist ein US-amerikanischer Spielfilm aus dem Jahr 1977, in der Rod Colbin den Präreformator Jan Hus spielt.

## Handlung
Ungefähr 100 Jahre, bevor Martin Luther seine 95 Thesen veröffentlicht, lebt in Böhmen der Theologe Jan Hus, der ebenfalls eine Wende der kirchlichen Praxis erwirken will. Aufgewachsen auf dem Lande ging er als Jugendlicher nach Prag, studierte dort und wurde im Anschluss ans Studium Priester. Mittlerweile ist er Professor und Rektor der Universität Prag geworden.
Hus, allgemein anerkannt, kommt mit den Schriften von John Wyclif in Kontakt und beginnt präreformatorische Gedanken zu äußern. König Sigismund, der Hus sehr schätzt, ist den Gedanken nicht abgeneigt, sieht aber schon eine Gegenwehr voraus und ermahnt Hus deshalb persönlich. Hus solle sein Betreiben nicht übertreiben, denn der Status quo solle gewahrt bleiben. Doch Hus hört nicht auf ihn. Seiner Kirchengemeinde predigt er in der tschechischen Landessprache, da er will, dass die Menschen die Heilige Schrift wirklich verstehen. Er predigt, dass die Barmherzigkeit Gottes und die Erlösung nicht erkauft werden kann. Der Glaube führe zur Vergebung der Sünden und nicht die Werke. Doch nicht jeder ist von seinen Predigten begeistert. Die Amtskirche wird auf ihn aufmerksam und gibt deshalb die Anweisung, dass alle Kirchen Prags geschlossen zu bleiben haben. Gottesdienste können somit nicht mehr gehalten werden. Viele Prager sind entsetzt, sie fühlen sich von Gott abgeschnitten. Hus verlässt darauf Prag und geht aufs Land zurück, in die Gegend, in der er aufgewachsen ist.
Eines Tages erhält Hus Nachricht von seinem Freund König Sigismund. In Konstanz soll ein Konzil stattfinden. Hus möge kommen, um dort seine Lehren zu verteidigen. Sigismund versichert ihm freies Geleit für Hin- und Rückreise. Hus will die Chance nutzen und vor dem Konzil sprechen, um die Amtskirche von seinem Glauben zu überzeugen. Wissend, dass dieses Vorhaben, trotz versicherten Schutzes durch König Sigismund, gefährlich ist, beginnt er seine Reise. Vor dem Konzil will er aber noch Kardinal Antonio besuchen und ihn überzeugen. Aber sein Gespräch mit diesem verläuft nicht erfolgreich. Kardinal Antonio hält Hus’ Lehren für Irrlehren und Hus selbst für einen gefährlichen Ketzer. Sogleich lässt er Hus inhaftieren. Bald darauf ruft Sigismund Kardinal Antonio zu sich. Hus sei ein erfolgreicher Prediger, der die Leute anzieht, so der König. Im Gespräch, das unter vier Augen stattfindet, entgegnet Kardinal Antonio, dass 23 Artikel formuliert seien, welche nachweisen, dass Hus irre. Antonio erklärt weiter, dass wenn Sigismund einen verurteilten Ketzer schützen würde, er des Teufels wäre und die Konsequenzen verspüren werde. Eine Exkommunikation würde folgen. Sigismund zeigt sich eingeschüchtert und schweigt.
Der Gefangene Hus wird von Kardinal Antonio vor die Wahl gestellt, sich dem kommenden Konzil zu unterwerfen, also zu Widerrufen und zu hoffen, dass man ihn verschone oder seine Lehren weiter zu vertreten, mit den entsprechenden Folgen. Hus widerruft nicht und so beginnt vor dem Konzil der öffentliche Prozess gegen ihn. König Sigismund ist zwar anwesend, aber sieht erschüttert und tatenlos zu. Hus wird das Reden untersagt, man hat kein Interesse daran, dass er sich verteidigt. Es wird erklärt, dass Hus ein Anhänger Wyclifs sei, und sogleich wird er von den Entscheidern als Häretiker eingestuft. Kardinal Antonio verliest das folgende Urteil. Hus und seine Bücher sollen verbrannt werden.
Jan Hus zeigt sich erschüttert und klagt Antonio sogleich lauthals an. Er habe seine Bücher, sein Lebenswerk nie gelesen, wie könne er urteilen, dass diese verbrannt werden. Doch der Prozess ist zu Ende. Hus wird im Anschluss öffentlich sein Messgewand genommen. Seine priesterliche Würde soll damit gleichfalls beseitigt sein. Vom Kardinal Antonio wird Hus eine Mütze aufgesetzt, welche ihn als Ketzer kennzeichnen soll. Als Nächstes wird er zur Hinrichtungsstelle gebracht. Dort wird er nochmals gefragt, ob er widerrufen wolle. Aber Hus widerruft auch jetzt nicht. Er vertraut auf Gott. Singend von der Gnade Gottes wird er auf dem Scheiterhaufen verbrannt. Kardinal Antonio, König Sigismund und das Volk schauen dabei zu.

## Hintergrund
Die Produktionsfirma des Films war Faith for Today.
Für den Film gibt es einen englischen, einen französischen, einen portugiesischen, und einen spanischen Untertitel. Neben der englischen Tonspur existieren wohl auch noch eine französische, portugiesische sowie eine spanische Synchronisation.